# Crataegus

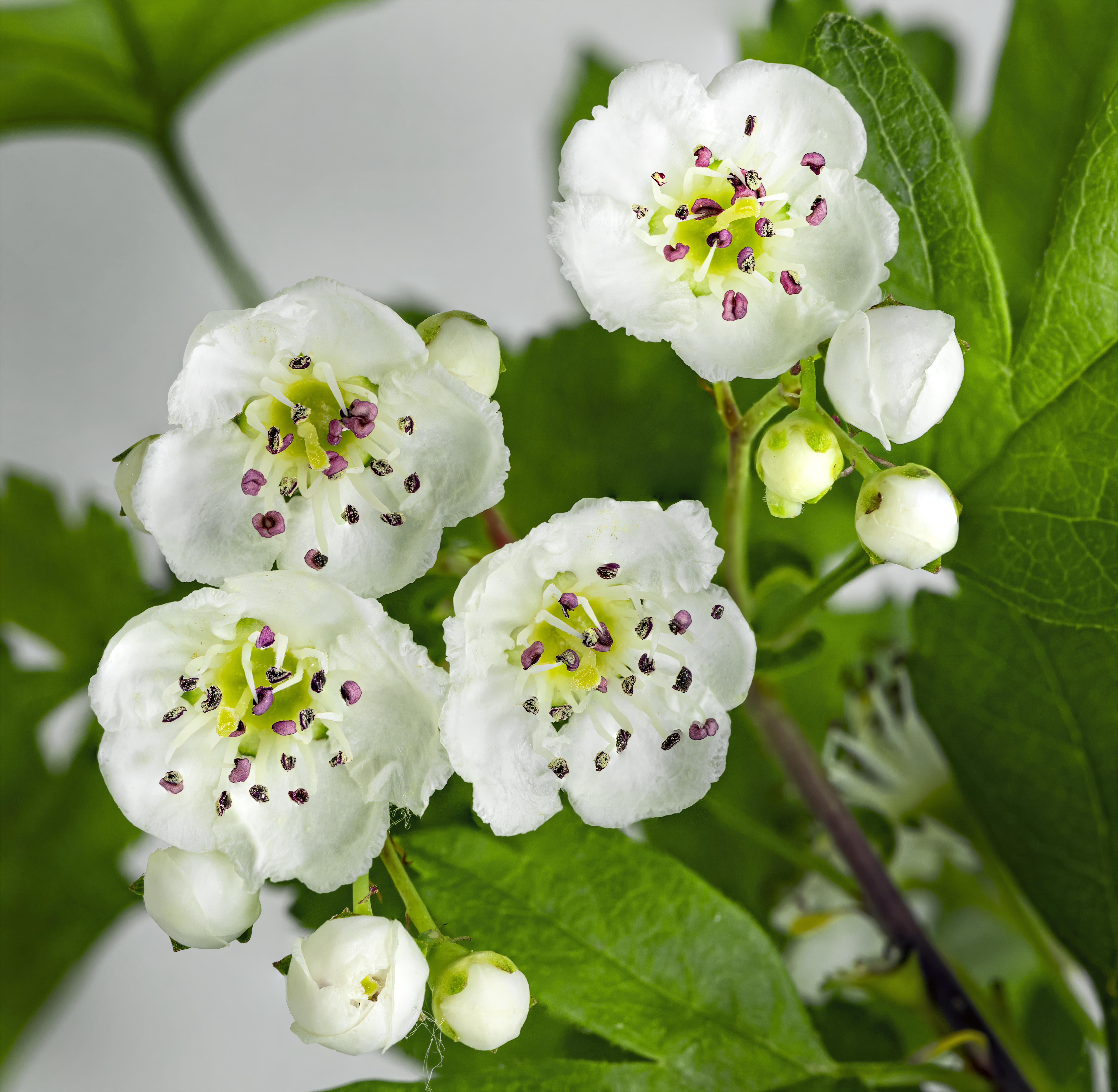
Espino común (primer plano de flores.

Crataegus es un género de plantas fanerógamas de la familia Rosaceae, que incluye arbustos y árboles pequeños espinosos. Son naturales de las regiones templadas del Hemisferio Norte en Europa, Asia y Norteamérica. En español se suelen llamar majuelos o espinos. Es la flor del estado de Misuri.
Se caracterizan por sus frutos pequeños, parecidos a la manzanas  y sus ramas espinosas. Las frutas se conocen a veces como "tejocote". El nombre de "espino" fue aplicado originalmente a la especie natural del norte de Europa, especialmente el espino común, espino albar o majuelo (C. monogyna), pero ahora se aplica al género entero, y también al género asiático relacionado Rhaphiolepis.

## Descripción
Estos arbustos o pequeños árboles, en su mayor parte crecen hasta 5-15 m de alto, y forman pequeños frutos en forma de pomo y (normalmente) ramas espinosas. El tipo más habitual de corteza es gris suave en los ejemplares jóvenes, desarrollando fisuras longitudinales con crestas estrechas en los árboles de más edad. Las espinas son pequeñas ramillas apuntadas que se alzan bien de otras ramas, o bien desde el tronco, y tienen típicamente 1-3 cm de largo (se han documentado de hasta 11,5 cm en un caso.page 97). Las hojas crecen en espiral dispuestas en largas ramas, y en racimos en los brotes con espinas o ramillas. Las hojas de la mayor parte de las especies tienen márgenes lobulados o serrados y son de una forma algo variable. El fruto tiene forma de baya, pero estructuralmente es un pomo que contiene de 1 a 5 semillas que se parecen a huesos de ciruelas, melocotones, etc. que son un fruto drupáceo en la misma subfamilia.

## Ecología
Los espinos proporcionan comida y protección a muchas especies de aves y mamíferos, y las flores son importantes para muchos insectos que se alimentan de néctar. Los espinos también son alimento de larvas de un gran número de lepidópteros. Los espinos son importantes para la vida silvestre en el invierno, particularmente túrdidos y bombicílidos; estos pájaros comen de los espinos y dispersan las semillas con sus deposiciones.
Muchas especies e híbridos se usan como árboles de calle y ornamentales. El espino albar se usa ampliamente en Europa como seto. Se han seleccionado varios cultivares del espino navarro (C. laevigata) por sus flores rosas o rojas.

## Taxonomía
El número de especies en el género depende de la interpretación taxonómica. Algunos botánicos en el pasado reconocieron mil o más especies, muchos de los cuales son microespecies apomícticas. Se calcula que un número razonable serían 200 especies, pero no queda claro cuántas especies deben reconocerse debido a que "una gran porción de la sinonimia, especialmente en los Crataegus norteamericanos, no se ha resuelto.

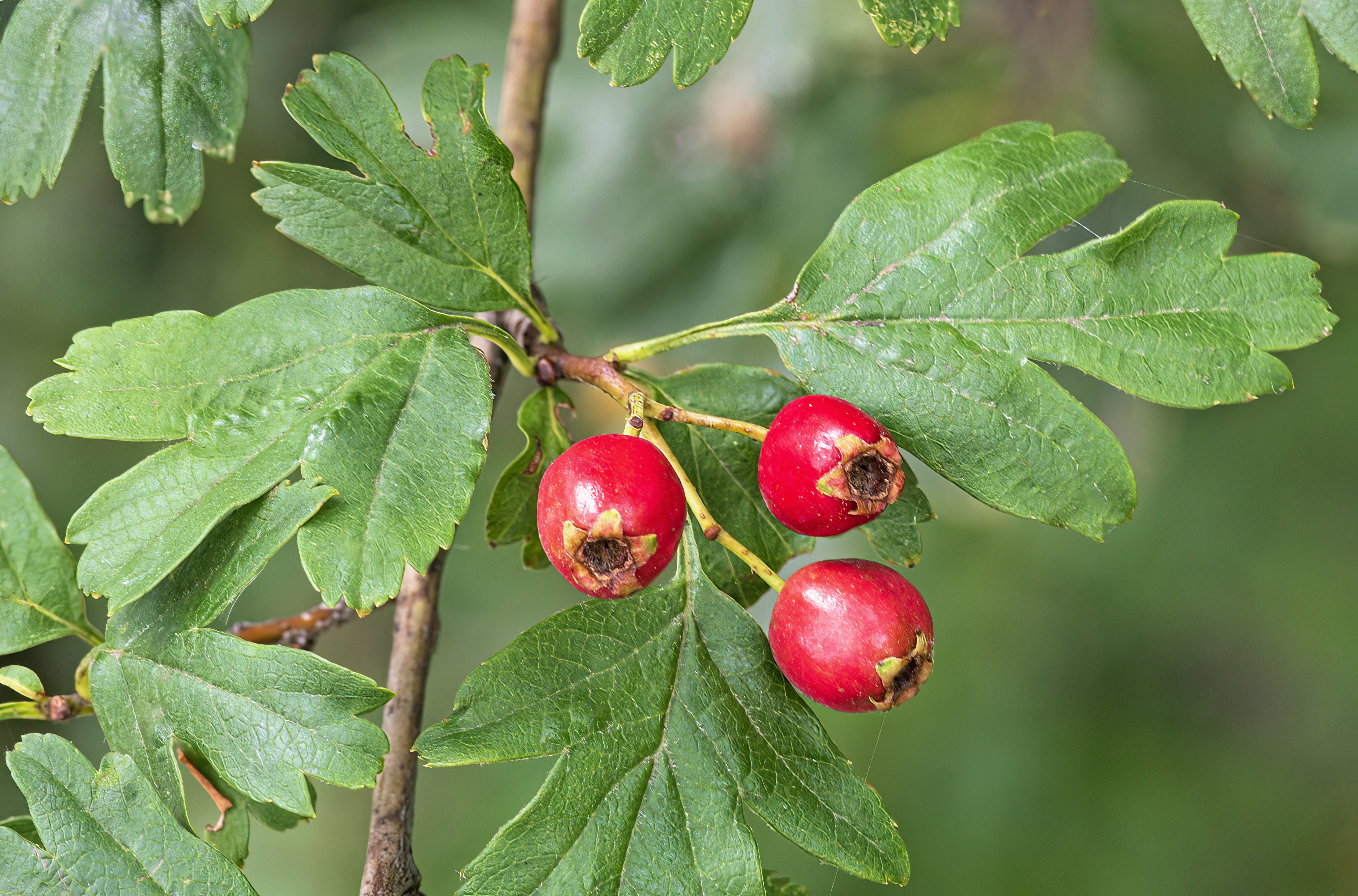
El fruto del espino común (C. monogyna)
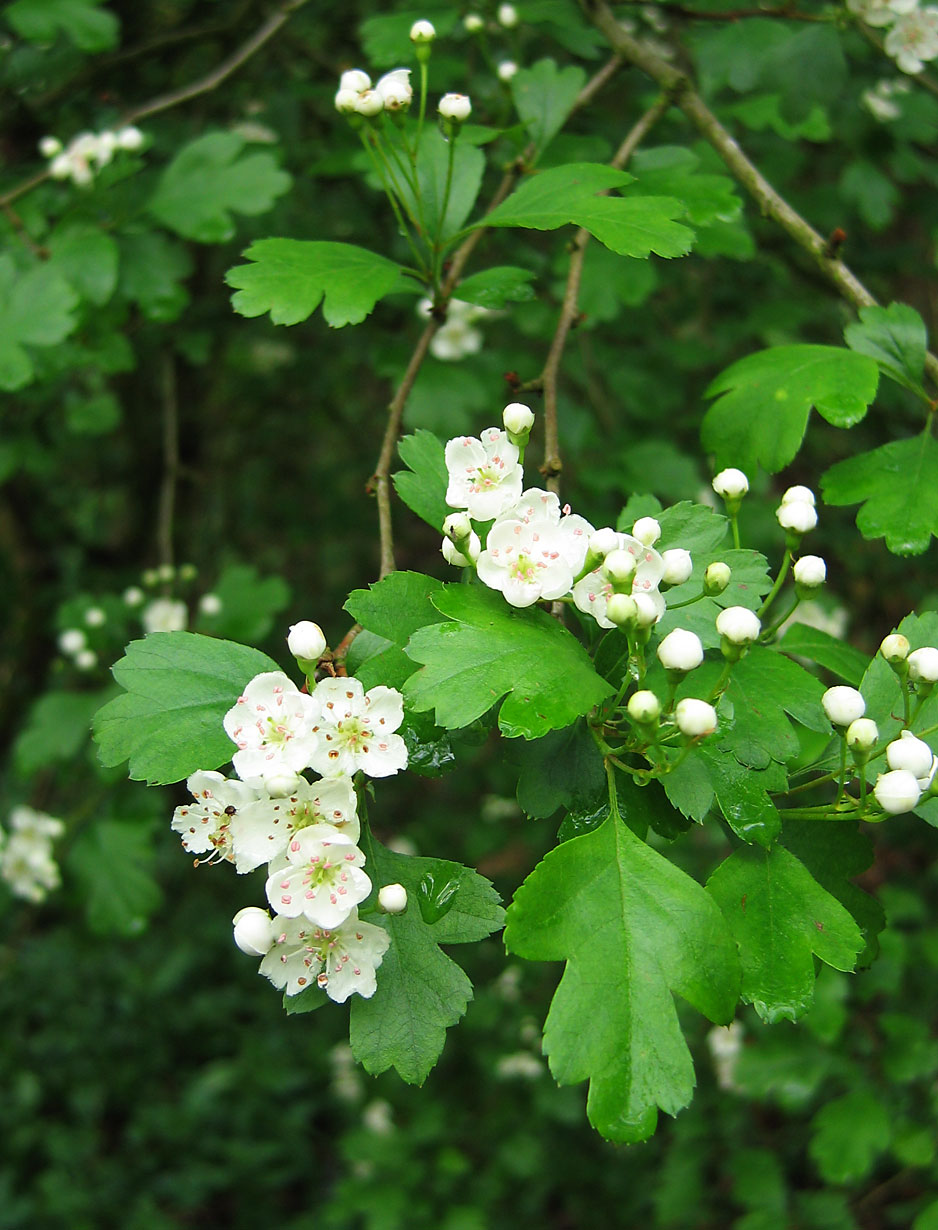
Flores de primavera del probable híbrido C.laevigata x monogyna
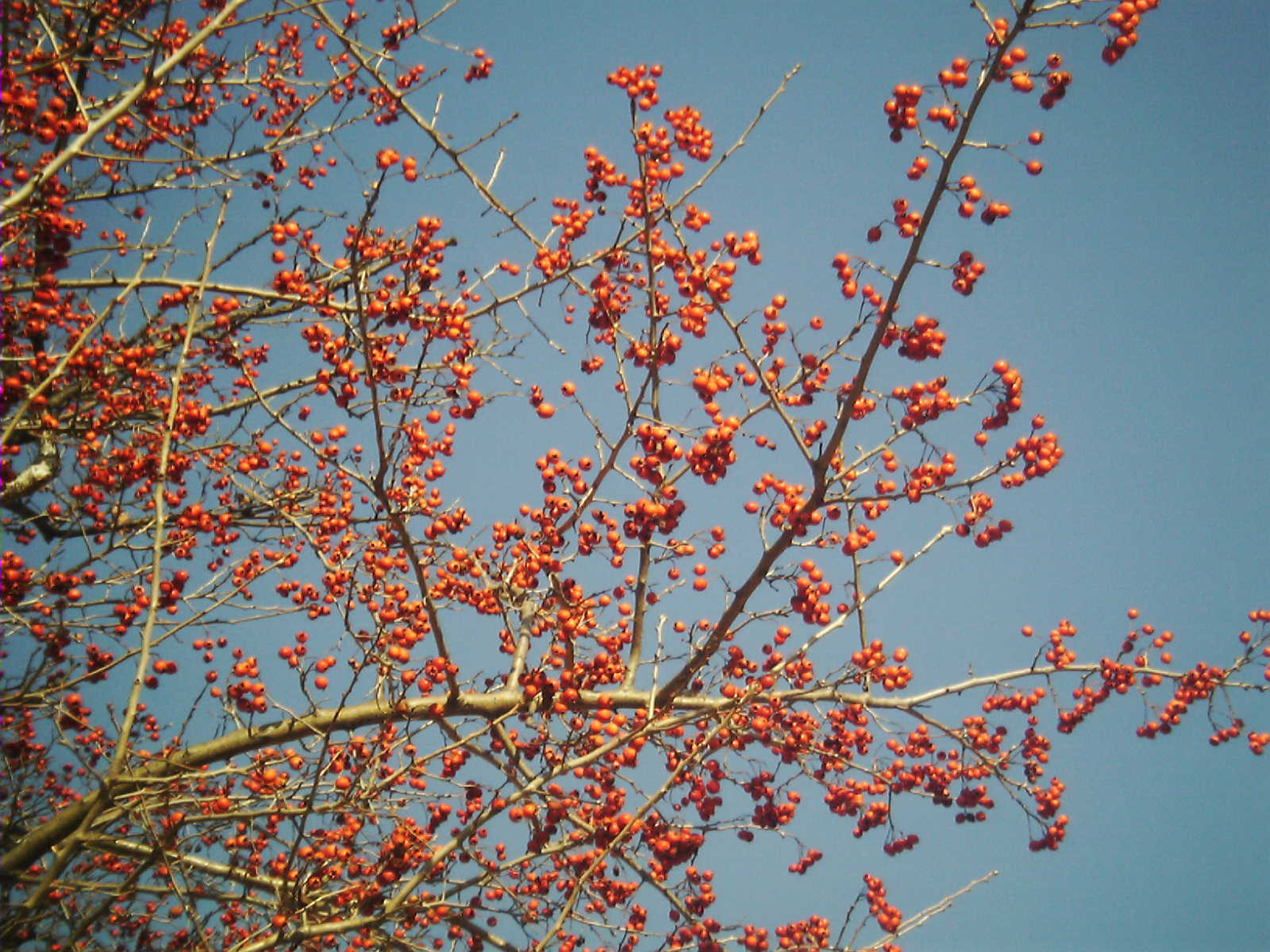
Fruto de Crataegus pinnatifida
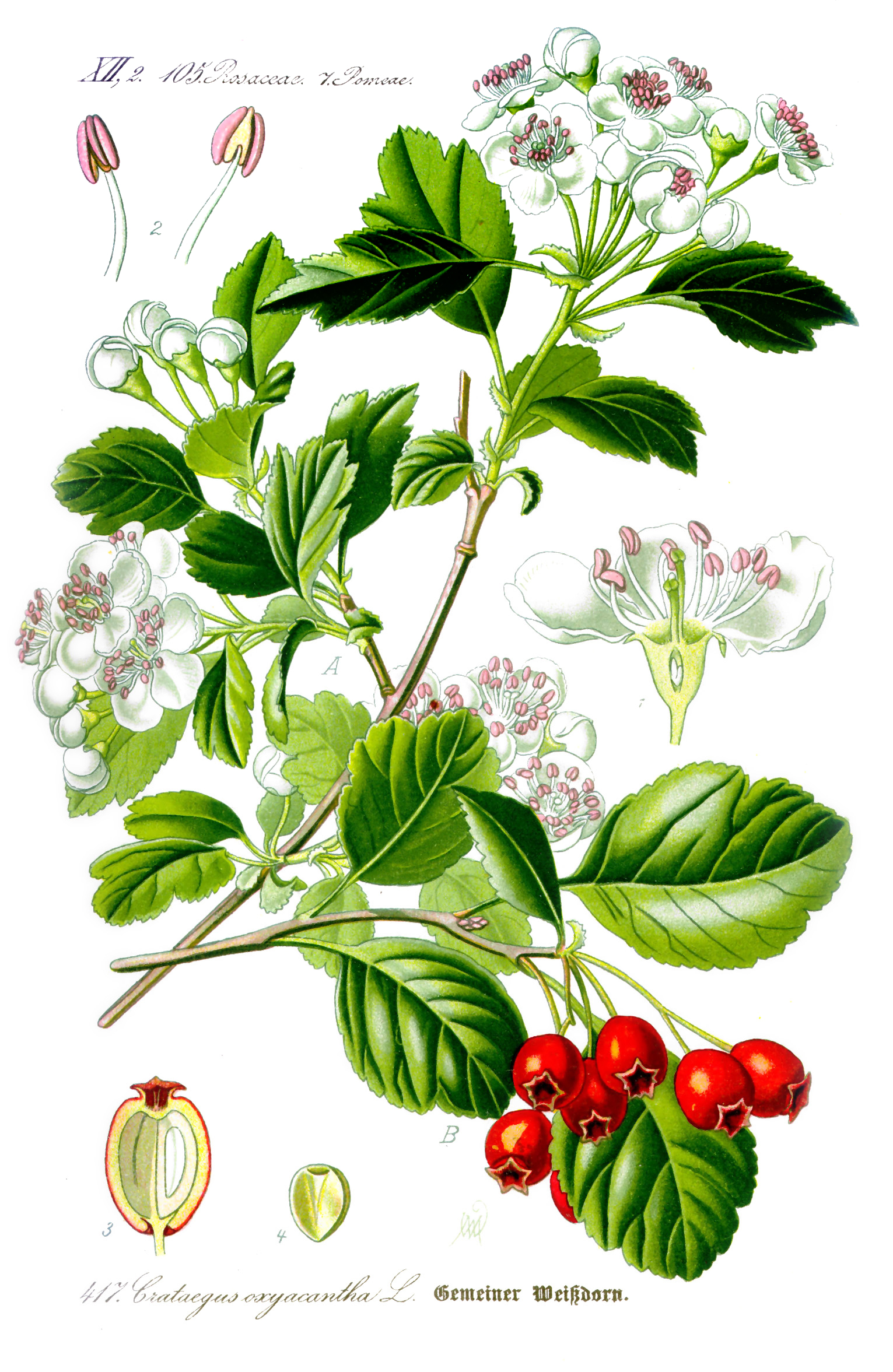
Bosquejo botánico de Crataegus laevigata